# Huitag

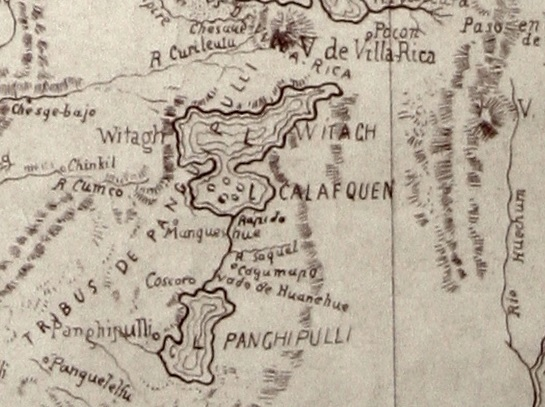
Huitag o Witagh en el Plano de Arauco y Valdivia de 1870

Huitag es un caserío ubicado en el sector occidental del Lago Calafquén en el límite norte de la comuna de Panguipulli, a solo unos kilómetros al oeste del poblado de Lican Ray de la comuna de Villarrica.
Cuenta con la posta de salud rural Huitag y la escuela rural Huitag. Esta escuela rural ha sido beneficiada durante el año 2016 por un programa de gobierno que le permitirá acceder a la comunidad escolar a las tecnologías de información.

## Hidrología
Huitag se ubica junto al estero Mandehue que pasa también por la localidad de Caricuicui.

## Accesibilidad y transporte
Huitag se encuentra a 17,9 km de la ciudad de Panguipulli a través de la Ruta 203.